# برت داتن
برت داتن (انگلیسی: Brett Dutton؛ زادهٔ ۱۸ نوامبر ۱۹۶۶) دوچرخه‌سوار اهل استرالیا است.
وی در مسابقات کشوری و بین‌المللی در مجموع برندهٔ ۱ مدال برنز شده‌است.